# جزيرة عليه (العالية)

تعديل مصدري - تعديل

جزيرة عليه هي أحد جزر اليمن وتقسم إدارياً كأحد أحياء مديرية المعلا بمحافظة عدن.